# Lazar Gosman

Lazar Gosman

Lazar Gosman (russisch Лазарь Гозман/Lasar Gosman, * 27. Mai 1926 in Kiew, Ukrainische SSR, Sowjetunion; † 8. Juni 2019 in New York) war ein sowjetisch-US-amerikanischer Violinist, der auf dem Gebiet der klassischen Musik eine bedeutende Rolle spielte. Während seiner musikalischen Laufbahn erlangte er internationale Bekanntheit und Anerkennung durch seine Tätigkeiten als Musikdirektor, Konzertmeister und Professor für Violine.

## Leben

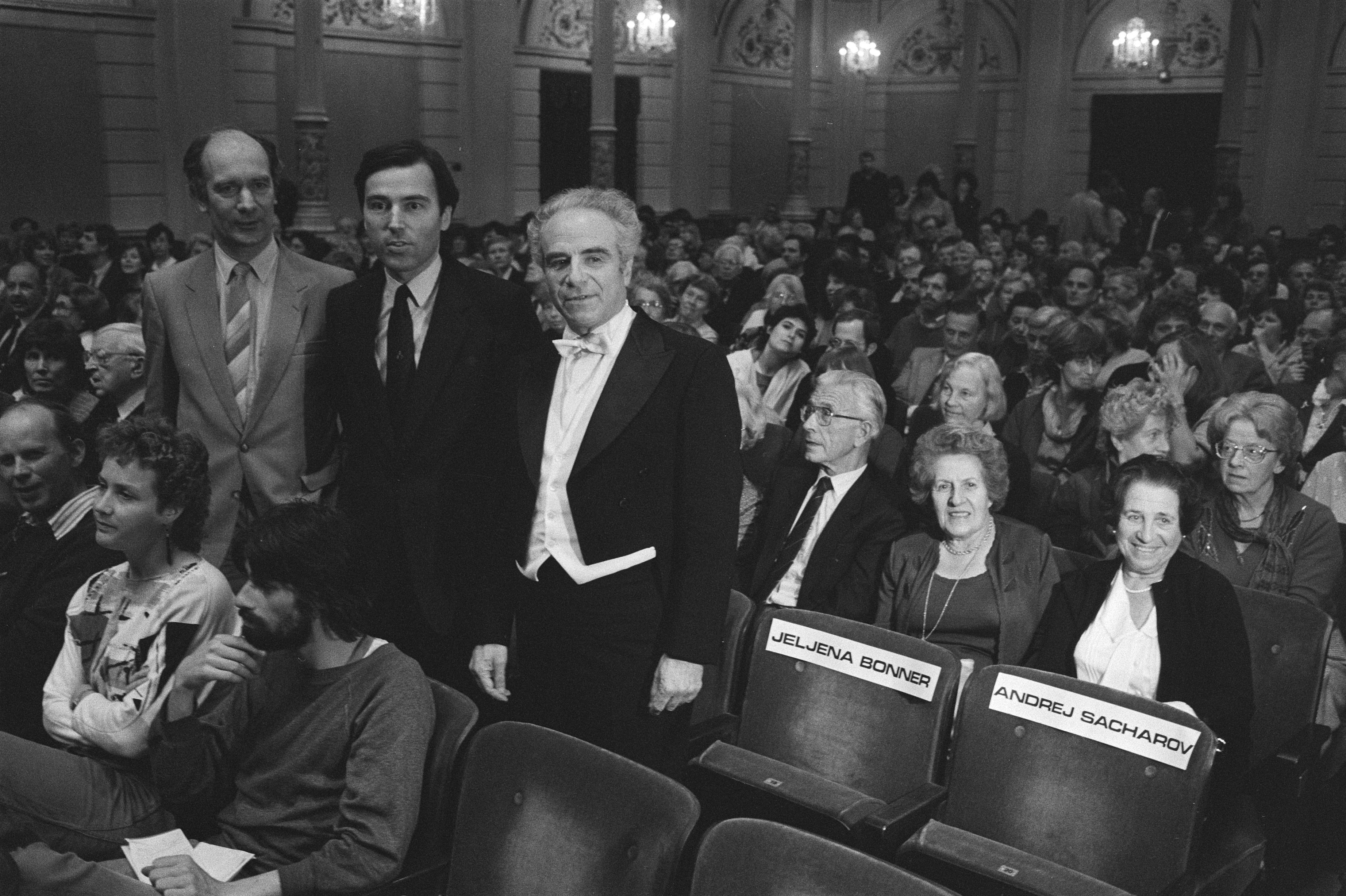
Lazar Gosman in Amsterdam (1984)

Nach seinem Studium an der staatlichen Musikhochschule in Moskau verlegte Lazar Gosman seinen Wirkungsschwerpunkt nach Leningrad, wo er als Konzertmeister an der Philharmonie und über einen Zeitraum von 17 Jahren hinweg als Musikdirektor des Kammerorchesters tätig war. Parallel war er Mitglied der Leningrader Musikhochschule, bis er sein Heimatland im Jahr 1977 aus politischen Gründen verließ. Als Immigrant erhielt er in den USA eine Stelle als Konzertmeister des Sinfonieorchesters in St. Louis, Missouri. Er wurde Mitglied der dortigen Musikhochschule und baute das Kammerorchester Kammergild St. Louis auf. Im Jahr 1979 gründete Lazar Gosman das Tchaikovsky Chamber Orchestra, das durch die Verfilmung „A Musical Passage“ internationale Anerkennung erlangte. Im Jahr 1984 wurden Lazar Gosman und seine Ehefrau von den US-Behörden offiziell eingebürgert. An der staatlichen Universität Stony Brook nahe New York ließ er sich schließlich als Professor für Violine und Kammermusik nieder. Gemeinsam mit Lisa Kim gründete Lazar Gosman im Jahr 1995 in der Schweiz das Musikinstitut „Grazioso Summer“. Anschließend zog er sich für einige Jahre nach Braunschweig zurück. Als Emeritus lebte Lazar Gosman bis zu seinem Tod mit seiner Ehefrau in Long Island, New York.

## Musikalische Karriere

### Ausbildung
Lazar Gosman erlangte als Schüler von Mikhail Pitkus im Jahr 1949 das Diplom mit höchster Auszeichnung am Moskauer Konservatorium.

### Leningrad (UdSSR)
Im Anschluss an seine Ausbildung trat Lazar Gosman dem Philharmonieorchester in Leningrad bei, wo er bis zu seiner Emigration im Jahr 1977 als Konzertmeister tätig war. In den 1950er und 70er Jahren war er zudem Lehrer der Leningrader Rimsky-Korsakov-Musikhochschule. Darüber hinaus wirkte er über einen Zeitraum von 17 Jahren hinweg als Musikalischer Leiter des Leningrader Kammerorchesters. Unter seiner Führung erarbeitete sich das Ensemble unter anderem Werke von Dmitri Schostakowitsch und Benjamin Britten und entwickelte gemeinsam mit vielen Künstlern – auch Emil Gilels, Elisso Wirssaladze, Evgenij Nesterenko, Zara Dolukhanova, Gidon Kremer uvm. ein Repertoire von mehr als 200 Werken der Kammermusik. Viele der in dieser Zeit entstandenen Aufnahmen (Es wurden in Leningrad insgesamt 38 Schallplatten aufgenommen) wurden sowohl in den Vereinigten Staaten als auch in Europa und Japan veröffentlicht.

### St. Louis (USA)
Nach seiner Immigration im Jahr 1977 arbeitete Lazar Gosman in den USA als Konzertmeister des Sinfonieorchesters in St. Louis, Missouri. In Anerkennung seiner Tätigkeit wurde er noch im selben Jahr von der Musikhochschule St. Louis zum ordentlichen Professor berufen. Neben dieser Funktion baute er das Kammerorchester Kammergild St. Louis auf, bei dessen Konzerten er als Dirigent wirkte.

### New York (USA)
Bis zu seinem Ruhestand arbeitete Lazar Gosman als Professor für Violine und Kammermusik an der staatlichen Universität Stony Brook im US-Bundesstaat New York. Aufgrund seiner erfolgreichen Lehrtätigkeit erlangten viele seiner Schüler wichtige Positionen und Auszeichnungen überall auf der Welt, so etwa Rachel Huang.

## Verfilmung
Unter Federführung von Jim Brown entstand im Jahr 1984 der Film „A Musical Passage“, der als politische Dokumentation das Schicksal Lazar Gosmans und des von ihm im Jahr 1979 gegründeten Tschaikowski-Kammerorchesters behandelt. Mit der Hilfe und Unterstützung zahlreicher Freunde gründete Lazar Gosman das zunächst unter dem Namen Soviet Emigre Orchestra bekannte Tchaikovsky Chamber Orchestra, das sowohl durch Nord- und Südamerika als auch durch Europa und nach Israel reiste. Der Film erzählt die Geschichte der Gruppe jüdisch-stämmiger Musiker und ihrem Vorhaben, die Sowjetunion zu verlassen, um in den USA als freie Künstler zu arbeiten. Beleuchtet wird dabei schwerpunktmäßig das Schicksal infolge die Unterdrückung durch das Sowjetregime. Positive Kritik erhielt neben dem Film auch eine entsprechend umgesetzte Theatervorstellung der Thematik, die in über 260 Städten aufgeführt wurde.

## Konzerte
Als Solist trat Lazar Gosman regelmäßig gemeinsam mit seinem Tchaikovsky Chamber Orchestra in der New Yorker Carnegie Hall und im Lincoln Center for the Performing Arts auf. Weitere Konzerte folgten sowohl in der Academy of Music in Philadelphia als auch dem John F. Kennedy Center for the Performing Arts in Washington.

## Veröffentlichungen
Lazar Gosman nahm in den USA zunächst für CBS, Musicmasters, Musical Heritage Society und Sony Classical Werke von Schostakowitsch, Borodin und Tschaikowski auf. In der jüngeren Vergangenheit wurden viele seiner Arrangements schließlich von Kalmus Records veröffentlicht.